# Widenbauernhof

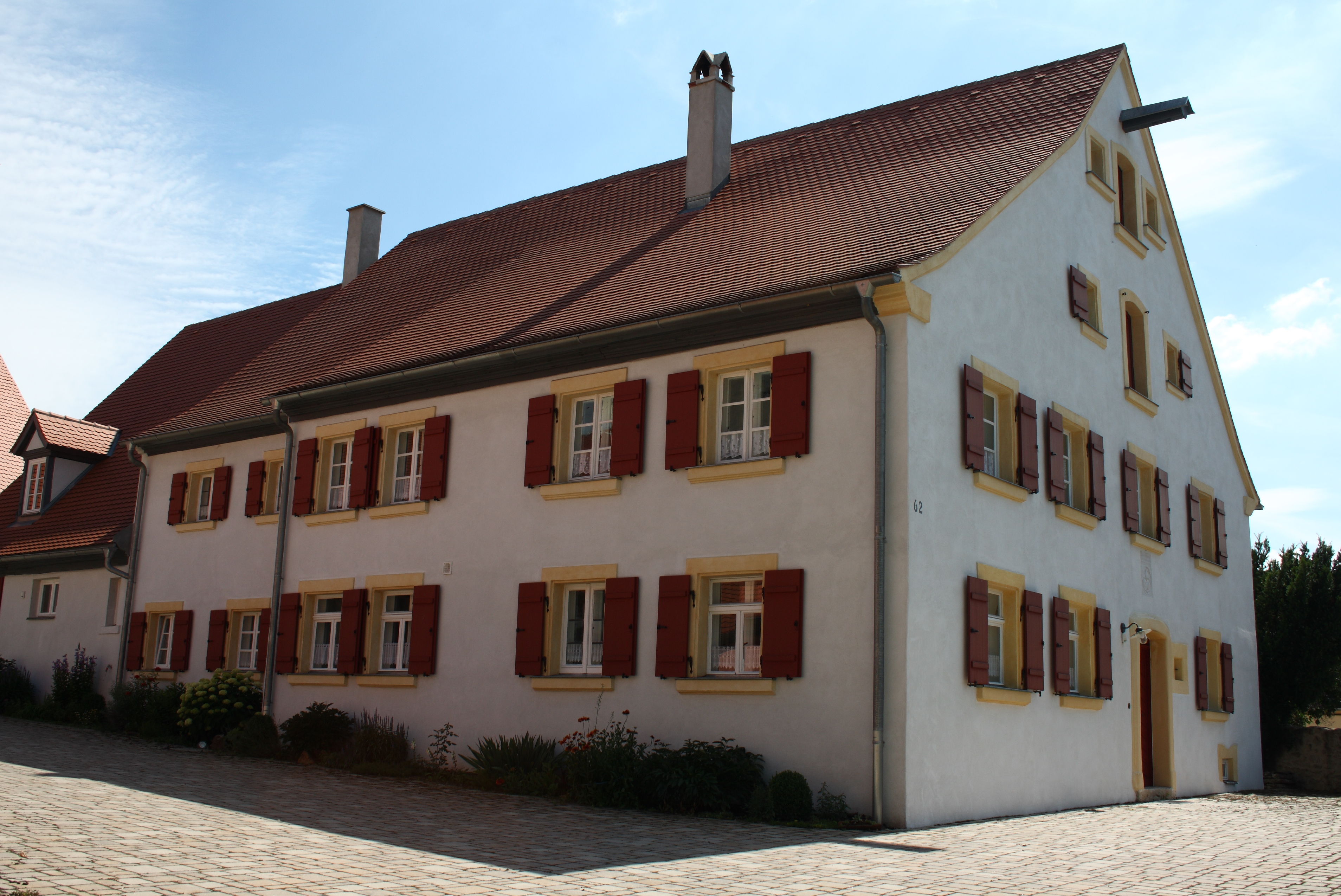
Widenbauernhof in Geilsheim

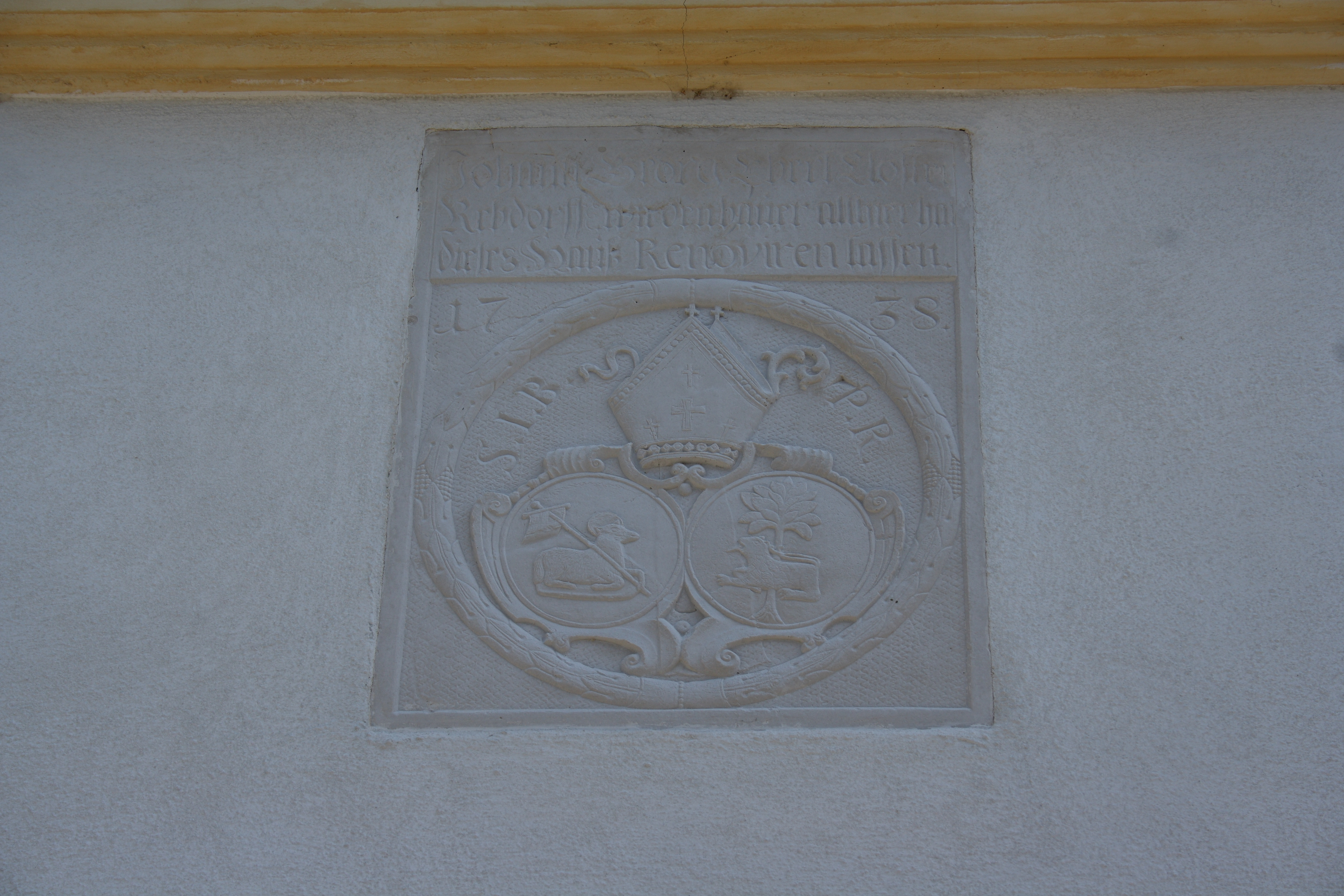
Wappenstein des Klosters Rebdorf mit der Jahreszahl 1738

Der Widenbauernhof in Geilsheim, einem Gemeindeteil von Wassertrüdingen im mittelfränkischen Landkreis Ansbach in Bayern, wurde im 17. Jahrhundert errichtet. Der Dreiseithof mit der Adresse Geilsheim 62 ist ein geschütztes Baudenkmal.

## Beschreibung
Das ursprünglich eingeschossige Fachwerkhaus kann dendrochronologisch auf das Jahr 1647 datiert werden. Die Errichtung des Obergeschosses erfolgte 1679. Der Wappenstein des Klosters Rebdorf an der Fassade ist mit der Jahreszahl 1738 bezeichnet.
Doris und Gerhard Kitzsteiner erhielten im Jahr 2011 die Denkmalschutzmedaille des Freistaates Bayern für die vorbildliche Renovierung des Baudenkmals. Außerdem wurde das Anwesen 2011 mit einem Staatspreis Dorferneuerung und Baukultur ausgezeichnet.